# Friedhof Rüppurr

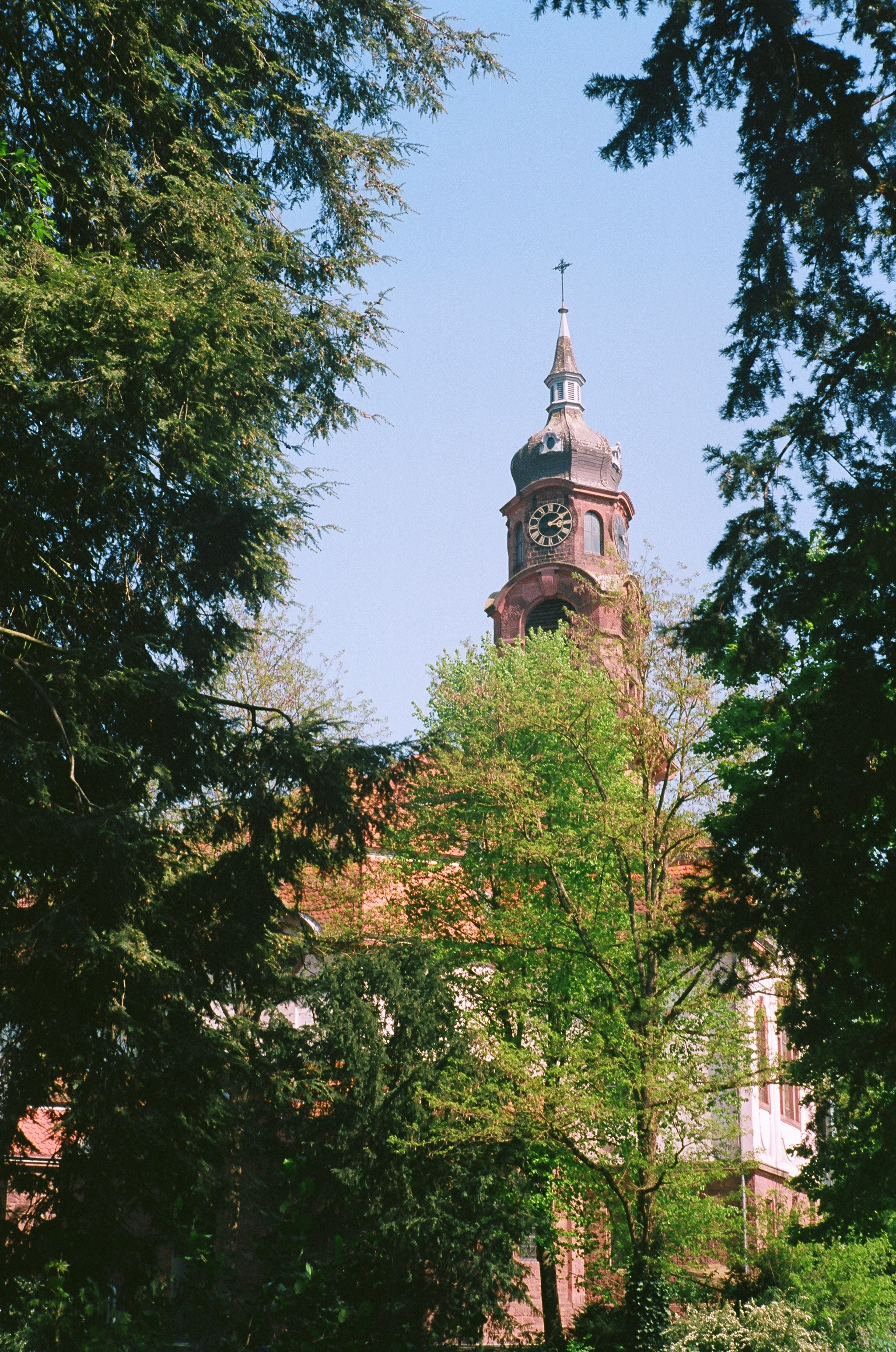
Evangelische Auferstehungskirche Rüppurr

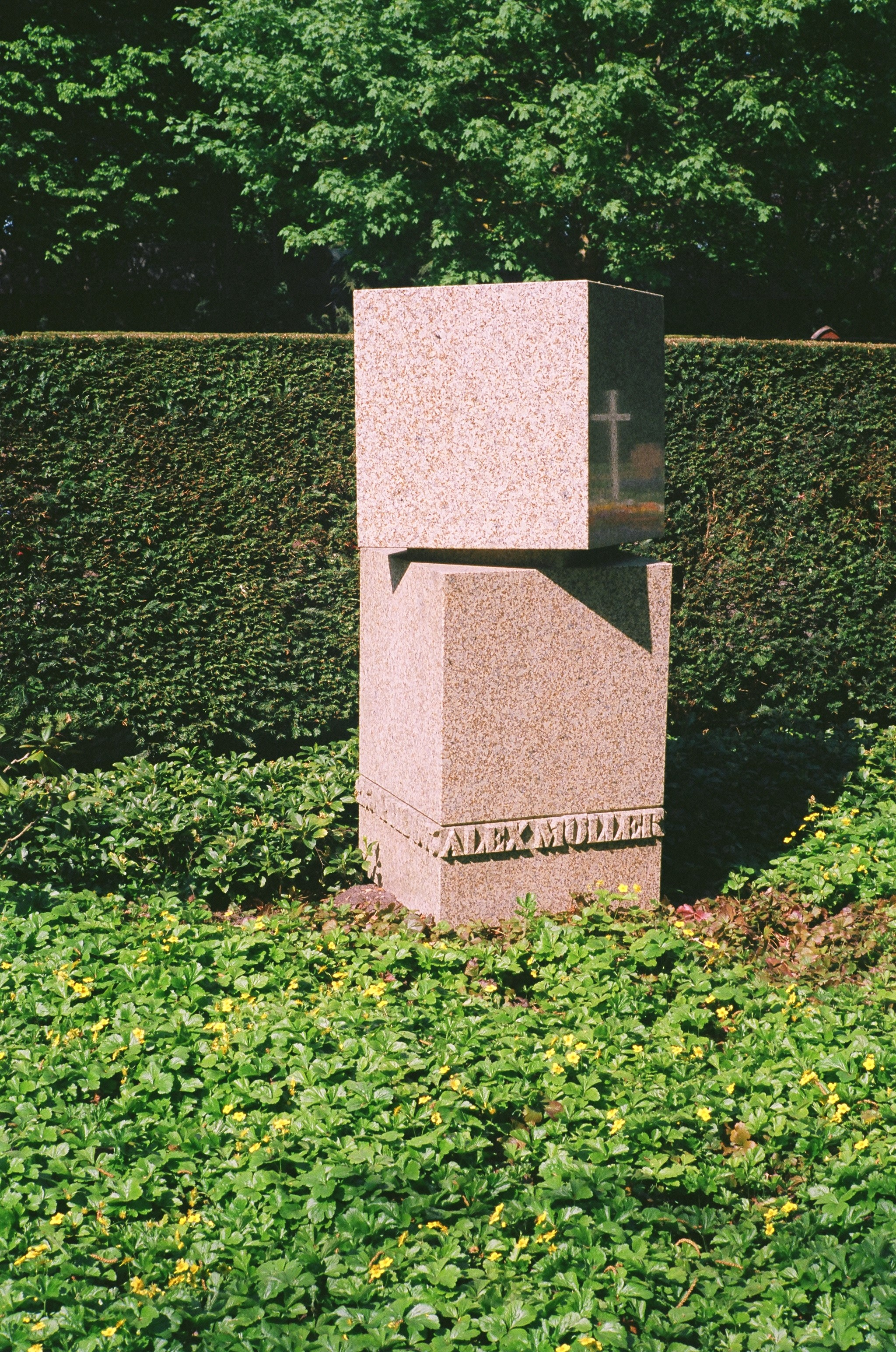
Grabmal Alex Möller

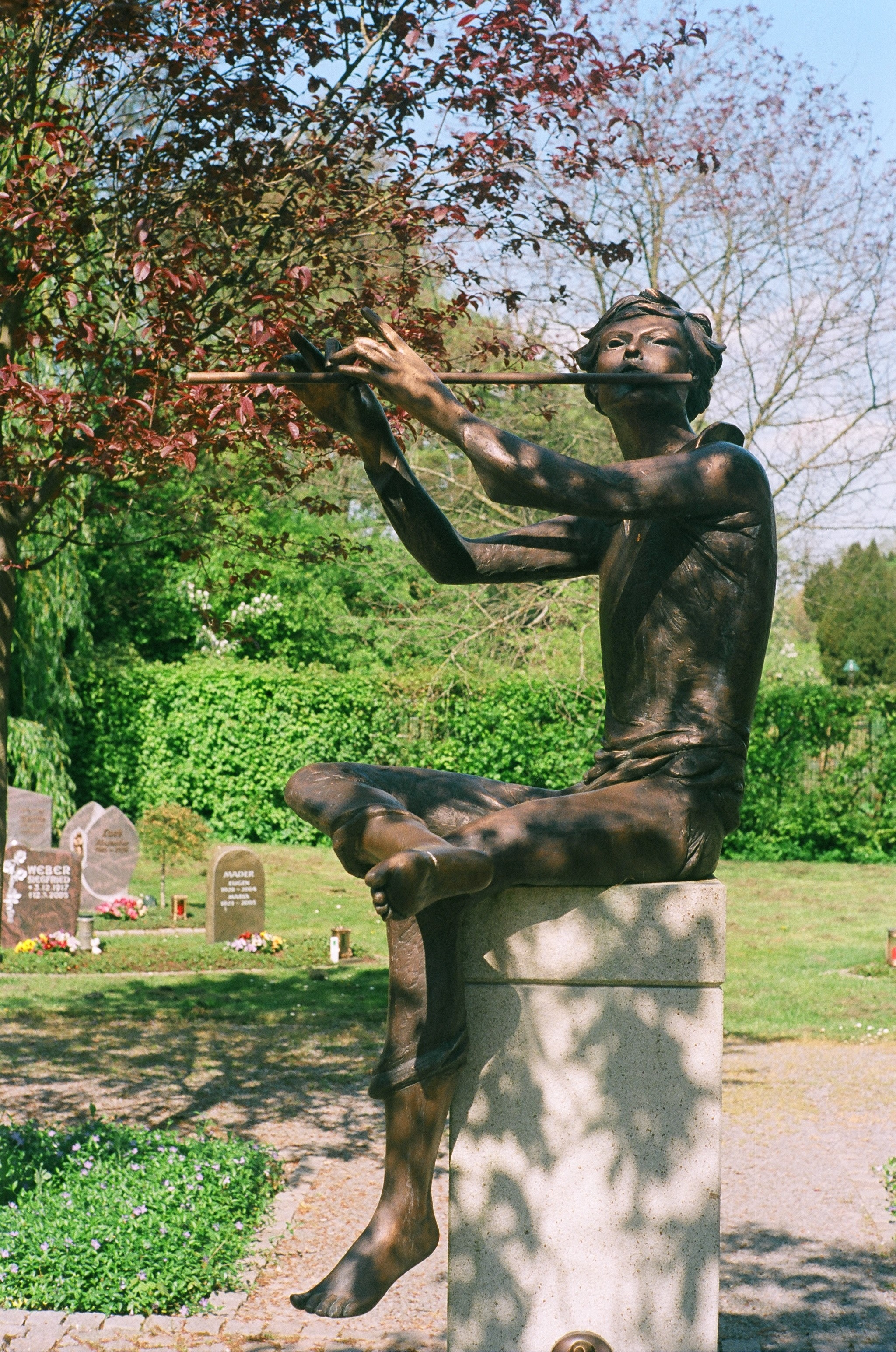
Skulptur auf dem Friedhof

Der Friedhof Rüppurr ist eine Grabanlage im südlichen Stadtteil Rüppurr der Stadt Karlsruhe in Baden-Württemberg. Das Friedhofsgelände besitzt eine Größe von ca. 4,2 Hektar und ist im Stil eines Parkfriedhofs angelegt.

## Geschichte
Der Stadtteilfriedhof Rüppurr wurde das erste Mal urkundlich im Jahre 1594 durch Markgraf  Ernst Friedrich erwähnt. Die Grundsteinlegung der Grabanlage wird dabei auf einen Zeitraum zwischen 1582 und 1586 datiert. Der Friedhof wurde im Lauf der Jahrhunderte mehrfach erweitert. Letztmals geschah dies im Jahre 1954, als man ein neues Areal auf der westlichen Flussseite für eine Erweiterung freigab. Auf dieser Seite wurde zudem die neue Trauerhalle errichtet. Nördlich der Halle wurde im Jahre 1964 ein Ehrenfeld für die Gefallenen der beiden Weltkriege eingeweiht. Auf dem Gelände befindet sich zudem ein Gräberfeld der evangelischen Diakonissenschwestern.
Im Jahr 1908 wurde das heutige Kirchengebäude beim Friedhof eingeweiht, die evangelische Auferstehungskirche. Durch den Friedhof fließt der Fluss Alb, der diesen in den älteren, östlichen und den neueren, westlichen Teilbereich aufgliedert. Beide Teile wurden 1955 durch einen Brückenneubau miteinander verbunden.

## Gräber bekannter Personen
Auf dem Friedhof Rüppurr sind unter anderem folgende bekannte Personen bestattet worden
- Wilhelm Baur (1895–1973), Verleger
- Julius Bender (1893–1966), Bischof der evangelischen Landeskirche Baden
- Otto Dullenkopf (1920–2007), Oberbürgermeister
- Hans Kampffmeyer (1876–1932), Gründer der Gartenstadt Karlsruhe
- Ludwig Martin (1909–2010), Generalbundesanwalt
- Alex Möller (1903–1985), Bundesfinanzminister
- Leonhard Mülfarth (1921–2009), Autor und Hochschullehrer
- Juliane Plambeck (1952–1980), Terroristin der Bewegung 2. Juni und der Rote Armee Fraktion
- Friedrich Töpper (1891–1953), Oberbürgermeister
- Heinrich Jagusch (1908–1987), Senatspräsident am BGH